# Marmaroplegma
Marmaroplegma é um gênero de mariposa pertencente à família Eupterotidae.

## Espécies
- Marmaroplegma conspersa Aurivillius, 1921
- Marmaroplegma paragarda Wallengren
- Marmaroplegma unicolor Janse, 1915